# Gà Dumpy
Gà Dumpy hay còn gọi là gà lùn Scotland là một giống gà có nguồn gốc từ Scotland, được hình thành từ thế kỷ thứ XIX. Thuật ngữ Dumpy có nghĩa là lùn tịt và chân ngắn thấp tè. Chúng còn có những tên gọi khác như: Bakies, Stumpies, Dadlies, Hoodies, hoặc Creepies. Đây là một giống gà thuộc nhóm giống hiếm và được phân loại là nguy cấp theo tổ chức Rare Breeds Survival Trust.

## Đặc điểm
Khi trưởng thành, gà lùn Scotland nặng khoảng 3,5 kg nhưng chân chỉ dài 5 cm. Với cặp chân ngắn, gà lùn Scotland khó chạy khắp nơi như những con gà khác, vì thế thịt của chúng không săn chắc, nhưng nhiều người Mỹ và châu Âu lại chuộng loại thịt gà mọng nước, nên vẫn tìm mua. Mặc dù vậy, việc nuôi đại trà giống gà này không dễ, vì tỉ lệ ấp trứng thành công của giống gà lùn này rất thấp. Khoảng 25% số trứng ấp sẽ bị ung, có lẽ vì gen của gà bố mẹ không được khỏe cho lắm nhưng trứng của chúng nhiều màu sắc. Không có chuẩn màu nào cho giống gà này nhưng phổ biến là màu ó.